# Национално знаме на Лаос
Националното знаме на Лаос е прието на 2 декември 1975 година. Знамето се състои от три хоризонтални ивици, от които горната и долната част са червени, докато средната е в синьо. В средата има бял диск.
Заменя оригиналното лаоско знаме, което е червено и има слон на него. С това знаме се обяснява поговорката „държава на милион слонове“ и датира от 19 век.

## Знаме през годините
- (1893 – 1952)
- (1952 – 1975)